# Краус, Том (футболист)
Том Кра́ус (нем. Tom Krauß; род. 22 июня 2001, Лейпциг, Лейпциг) — немецкий футболист, полузащитник клуба «Майнц 05», выступающий на правах аренды за клуб «Кёльн».

## Клубная карьера
Краус — воспитанник клуба «РБ Лейпциг». 27 июня 2020 года в матче против столичного «Аугсбурга» он дебютировал в Бундеслиге. Летом того же года Краус для получения игровой практики на правах аренды перешёл в «Нюрнберг». 18 сентября в матче против «Яна» он дебютировал во Второй Бундеслиге. 4 апреля 2021 года в поединке против «Падерборна» Том забил свой первый гол за «Нюрнберг». 

## Карьера в сборной
В 2018 году в составе юношеской сборной Германии Краус принял участие в юношеском чемпионате Европы в Англии. На турнире он сыграл в матче против команды Нидерландов.